# Quvenzhané Wallis

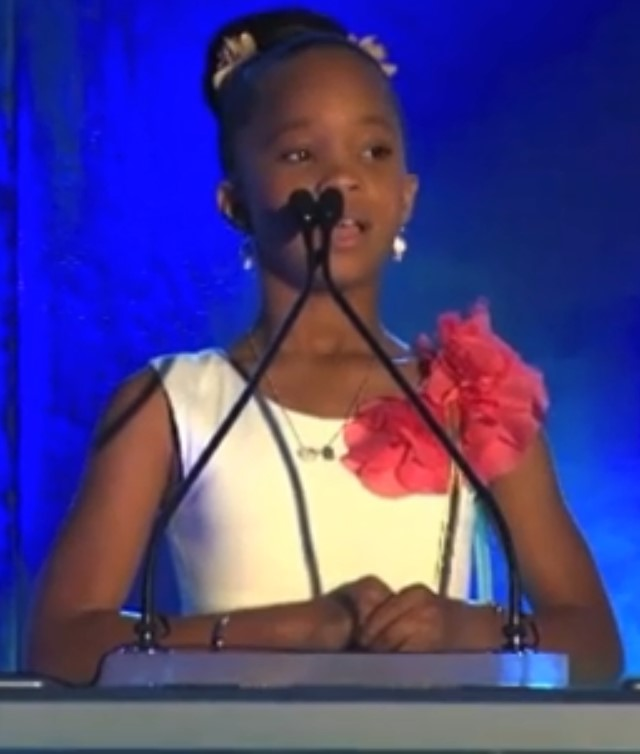
Quvenzhané Wallis, 2013

Quvenzhané Wallis [kwəˈvɛnʒəneɪ] (* 28. August 2003 in Houma, Louisiana) ist eine US-amerikanische Schauspielerin.

## Leben
Bekanntheit erlangte Wallis durch ihre Hauptrolle in Benh Zeitlins Spielfilm Beasts of the Southern Wild (2012). In dem „zwischen Fantasy und Realität changierende[n] Drama“ ist sie als sechsjähriges Mädchen zu sehen, das im abgelegenen Sumpfland Louisianas mit der Zerstörung seiner Heimat durch einen schweren Sturm sowie dem Tod des alleinerziehenden Vaters (dargestellt von Laiendarsteller Dwight Henry) konfrontiert wird. Wallis’ Darstellung der fantasievollen und naturverbundenen „Hushpuppy“ brachte ihr neben mehreren Preisen auch eine Oscar-Nominierung als beste Hauptdarstellerin ein. Mit neun Jahren ist sie die jüngste Nominierte in dieser Kategorie in der Geschichte der Oscarverleihung und unterbot damit den vorherigen Rekord der Neuseeländerin Keisha Castle-Hughes (Whale Rider), die 2004 im Alter von 13 Jahren für den Preis als beste Hauptdarstellerin nominiert worden war.
Nach ihrem erfolgreichen Leinwanddebüt erhielt Wallis erneut an der Seite von Dwight Henry eine Rolle in Steve McQueens Historiendrama 12 Years a Slave, das im Oktober 2013 in den US-amerikanischen Kinos veröffentlicht wurde.
Im Jahr 2013 begannen die Dreharbeiten zu Annie, dem Remake des gleichnamigen amerikanischen Musical-Klassikers, in dem sie die Titelrolle übernahm und an der Seite von Jamie Foxx und Cameron Diaz spielte. Für ihre schauspielerische Leistung in Annie wurde sie für einen Golden Globe Award nominiert.
2018 wurde sie in die Academy of Motion Picture Arts and Sciences berufen, die jährlich die Oscars vergibt.
In der ABC-Sitcom Black-ish spielte Quvenzhané Wallis im Jahr 2019 die wiederkehrende Rolle der Kyra. Im Frühjahr 2020 wurde bekannt, dass sie für Apple TVs Dramaserie Swagger! verpflichtet wurde.

## Filmografie
- 2012: Beasts of the Southern Wild
- 2013: 12 Years a Slave
- 2014: Annie
- 2014: The Prophet
- 2015: Väter und Töchter – Ein ganzes Leben (Fathers and Daughters)
- 2016: Trolls (nur Stimme)
- 2019: Black-ish (Fernsehserie, 5 Folgen)
- 2022: American Horror Stories (Fernsehserie, 1 Folge)
- 2021–2023: Swagger (Fernsehserie, 18 Folgen)
- 2024: Breathe

### Soundtrack
- 2014: Dancing with the Stars (1 Folge)
- 2014: Annie
- 2017: The Lego Ninjago Movie

## Auszeichnungen
- 2012: New Hollywood Award für Beasts of the Southern Wild
- 2012: National Board of Review Award für Beasts of the Southern Wild (Beste Nachwuchsdarstellerin)
- 2012: Satellite Award für Beasts of the Southern Wild (Bestes Nachwuchstalent)
- 2012: Washington DC Area Film Critics Association Award für Beasts of the Southern Wild (Beste jugendliche Darstellung)
- 2013: Young Artist Award für Beasts of the Southern Wild (Beste Hauptdarstellerin in einem Spielfilm)
- 2013: Black Reel Awards für Beasts of the Southern Wild (Beste Hauptdarstellerin)
- 2013: Oscar-Nominierung für Beasts of the Southern Wild (Beste Hauptdarstellerin)